# Asgar Lesniak
Asgar Lesniak er en figur, der optræder op til flere gange i Dolph & Wulff. Han spilles af Jonas Schmidt, der også spiller Dolph, hvorfor man faktisk aldrig ser Lesniak og Dolph i samme scene.
Lesniak kendetegnes ved hans mindre charmerende frisure, og at han ofte går i et grønt sæt træningstøj. Han mener, at alting kan og skal gøres hurtigt; eksempelvis vil han gennemføre hele julen på under et minut.

## Mennesket
I en serie af små klip ved navn Mennesket følger man Lesniak på forskellige job. Fælles for dem alle er, at Bruno (spillet af Rune Klan) dukker op, og at Lesniak på en eller anden facon forsøger at slippe af med ham. Det sker på trods af, at Bruno nærmest tilbeder Lesniak.
Da Asgar var ansat i et bowlingcenter, overtalte han Bruno til at lægge sig på maven foran keglerne med hænderne på ryggen. Efterfølgende skød Asgar en kugle af sted, men det lykkedes ham ikke definitivt at eliminere Bruno, der vender tilbage med ordene "Hvad, prøver du på at slå mig ihjel? Ikke fordi det gør noget!"
Ved Asgars ansættelse som flaskedreng, lokker Lesniak ham ind i et kølerum, men en anden ansat lukker ham ud.
I et senere program forsøger Lesniak at eliminere Bruno ved hjælp af den muterede ørentvist, Cindy.

## Kosovo-programmerne
I de to Kosovo-programmer fra første sæson bliver Dolph og Wulff taget til fange. Lesniak bliver hyret af Krejme Lokal TV til at opspore dem.